# Конрад фон Тюринген
Конрад фон Тюринген (на немски: Konrad von Thüringen), познат и като Конрад Распе, е Велик магистър на рицарите от Тевтонския орден през XIII век. Принадлежи към владетелския род на Лудовингите и е първият представител на водещ благороднически род, присъединил се към германския военен орден. Той е девер на Света Елисавета Унгарска.
- Мечът на Конрад Распе, от колекцията на Музея на германската история, Берлин